# Josep Maria Vidal-Quadras i Villavecchia
Josep Maria Vidal-Quadras i Villavecchia   (Barcelona, 21 de març de 1891 - Barcelona, 27 de setembre de 1977) fou un pintor català.

## Biografia
Va néixer el 21 de març del 1891 als Porxos de Vidal Quadras, davant de la Llotja de Barcelona. Es formà en diferents centres europeus, com ara a Ginebra, Múnic o l'Escola de la Llotja de Barcelona. Compta amb la possibilitat de ser deixeble de Fèlix Mestres. L'any 1918 exposà per primera vegada i, posteriorment, en certàmens de Madrid, Pittsburgh i Toronto. Residí un quant temps a San Francisco, Bogotà i Medellín. S'especialitzà en el retrat acadèmic, tot i que adquiriren més notorietat els seves d'obres d'interiors amb figures a contrallum. Ell mateix s'autoalinià a l'Escola catalano-valenciana. Algunes de les seves obres pictòriques són el mural de La boda dels reis catòlics (1927) al Saló de Sant Jordi del Palau de la Generalitat de Catalunya. L'any 1939, la Diputació de Barcelona li encarregà pintar un retrat del general Franco. L'any 1943 fou designat membre numerari de la Reial Acadèmia Catalana de Belles Arts de Sant Jordi.
Morí el 27 de setembre del 1977 a la seva ciutat natal, fruit d'una embòlia pulmonar, després que se li compliqués una fractura de maluc produïda per una caiguda des del llit.

## Obres
- 1934, Retrat del nen Fernando Rivière Vidal-Quadras
- 1934, Retrat de la nena María Teresa Rivière Vidal-Quadras
- 1946, Retrat de Rocío Rivière Vidal-Quadras
- 1946, Retrat de María Teresa Rivière Vidal-Quadras
- 1946, Retrat de Maria Teresa Rivière Vidal-Quadras
- 1948, Retrat del Sr. Fernando Rivière de Caralt
- 1949, Retrat d'Alejo Vidal-Quadras Villavecchia
- 1950, Retrat de la Sra. Elvira Villavecchia Rabassa